# Claire Temple
Claire Temple è un personaggio dei fumetti creato da Archie Goodwin (testi) e George Tuska (disegni), pubblicato dalla Marvel Comics. La sua prima apparizione avviene in Luke Cage, Hero for Hire (vol. 1) n. 2 (agosto 1972).
Infermiera impiegata presso la Storefront Clinic del Dr. Noah Burstein, responsabile di aver dato a Luke Cage i suoi superpoteri, Claire conosce l'eroe a pagamento divenendone una preziosa alleata e intrecciando con lui una lunga e travagliata storia d'amore.

## Biografia del personaggio

### Primi anni
Nata ad Harlem, New York, Claire frequenta il college a Los Angeles, dove conosce il brillante laureando di biochimica Bill Foster, che sposa nonostante la giovane età, ma da cui divorzia poco dopo in quanto egli ha più a cuore la sua carriera nelle Stark Industries che lei. Fatto ritorno nella sua città natale, Claire inizia a lavorare come infermiera per il Dr. Noah Burstein nella sua Storefront Clinic, sulla 42ª strada; lavoro che la porta a conoscere Luke Cage e a collaborare di frequente con lui dando inizio contemporaneamente a una relazione sentimentale.

### Luke Cage
Tempo dopo viene a sapere che l'ex-marito, nel frattempo divenuto il supereroe Golia Nero, è stato catturato dal Circo del Crimine e, dunque, fa ritorno in California senza dare spiegazioni e chiedendo a Luke di non seguirla, sebbene questi non le dia retta e la raggiunga a Los Angeles aiutandola a liberare l'ex-marito e a consegnare i criminali alla giustizia. Riconciliatisi Luke e Claire fanno ritorno a New York insieme e riprendono la loro relazione finché la donna, stanca di vivere nella costante apprensione dovuta ai pericoli corsi dall'amato, decide di lasciarlo e inizia successivamente una nuova carriera come dottoressa presso un ospedale di Midtown Manhattan.

### Altre apparizioni
Nonostante la fine della loro relazione, lei e Luke rimangono in buoni rapporti e la donna torna a collaborare in numerose altre occasioni con l'ex-compagno, col suo socio Pugno d'Acciaio e con vari supereroi loro alleati, tra cui l'Uomo Ragno e Capitan America (Sam Wilson).

## Altri media

### Marvel Cinematic Universe

Claire Temple interpretata da Rosario Dawson nella serie televisiva Daredevil

Nelle serie televisive Netflix legate al franchise del Marvel Cinematic Universe, Claire Temple è interpretata da Rosario Dawson. Tale versione del personaggio anziché essere afroamericana ha origini ispaniche e presenta tratti in comune con l'Infermiera di notte.
- In Daredevil Claire diviene una preziosa alleata e confidente di Matt, cui presta costanti cure mediche.
- In Jessica Jones[17] aiuta la protagonista a salvare la vita di Luke Cage operandolo clandestinamente.
- In Luke Cage Claire aiuta il protagonista a tenere Harlem al sicuro; nel corso delle vicende lei e Luke si innamorano ma sono in seguito costretti a separarsi quando lui viene ricondotto in prigione.[18]
- Nella serie televisiva Iron Fist Claire si iscrive al dojo di Colleen Wing e collabora con Danny, l'Iron Fist.
- Nella miniserie televisiva The Defenders Claire si riunisce con Luke e aiuta i vigilanti nella lotta contro la Mano.